# Paix de Misène

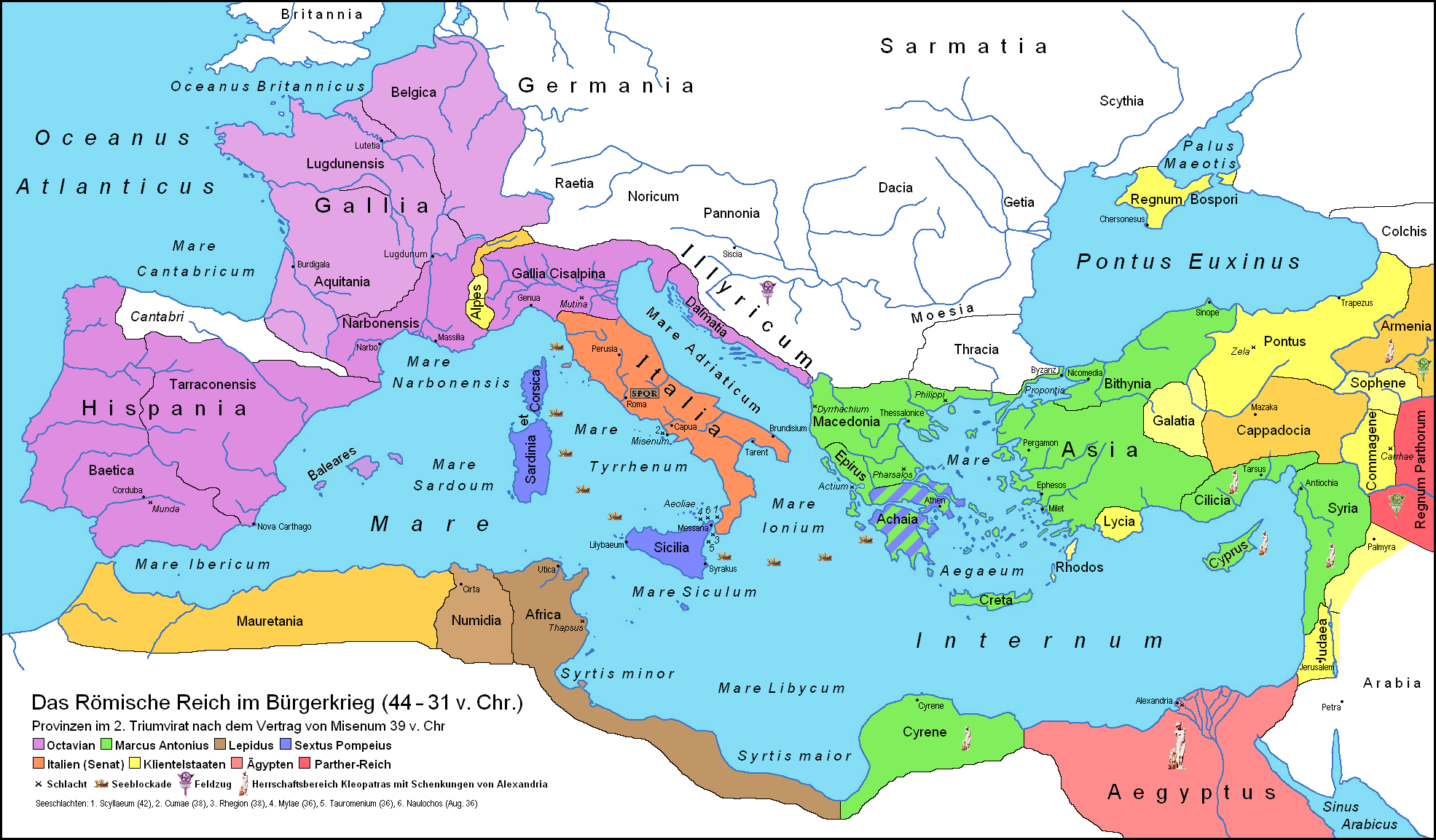
Carte de la République romaine en 39 :
Marc Antoine.
Lépide.
Octavien.
Indivise entre les triumvirs.
Sextus Pompée.
États clients de Rome.
Égypte ptolémaïque.
Empire parthe.

La paix de Misène, ou paix de Baïes, est un traité signé durant l'été 39 av. J.-C. qui met fin au blocage de la péninsule italienne établi par Sextus Pompée lors de la Révolte sicilienne et donne un coup d'arrêt à la proscription lancée par les Triumvirs en 43 av. J.-C.

## Contexte
Près de deux ans après l'assassinat de César aux Ides de Mars 44, Marc Antoine, Lépide et Octavien, réorganisent et se répartissent le territoire romain qui est entre les mains des Césariens selon ce qui a été prévu lors de la formation du Second triumvirat. Après l'élimination des principaux meurtriers de César lors de la bataille de Philippes en octobre 42, les Triumvirs procèdent à un nouveau partage tel que Marc Antoine reçoit le contrôle de la Gaule et de l'Orient, Octavien reçoit les provinces d'Hispanie et Lépide, l'Afrique du Nord. Mais Sextus Pompée, fils de Pompée qui a été le principal opposant politique et militaire de Jules César, s'établit en Sicile et perturbe les plans des Triumvirs, en offrant un refuge aux proscrits par exemple. En septembre 40, Antoine et Octavien, après la guerre de Pérouse favorable à ce dernier, se mettent à nouveau d'accord par le pacte de Brindes : Antoine est reconnu comme maître de l'Orient et Octavien de l'Occident, tandis que Lépide reste maître de l'Afrique, et Antoine épouse Octavie, la sœur d'Octavien. Sextus Pompée n'est toujours pas considéré dans ce pacte.

## Historique
La paix de Misène est signée en 39 av. J.-C. entre Sextus Pompée et les membres du Second triumvirat. Par ce traité, les triumvirs reconnaissent à Sextus le contrôle de la Sicile et de la Sardaigne, et allouent aussi à ce dernier l'administration de la Corse et du Péloponnèse. Ils lui promettent également un office d'augure et un prochain consulat. En échange, Sextus s'engage à stopper son blocus de l'Italie, à fournir Rome en blé et à arrêter ses actes de piraterie.